# Bom Jesus (1533)
La Bom Jesus è stata una caracca portoghese appartenente alla classe East Indiaman. La sorte della nave, salpata l'ultima volta da Lisbona il 7 marzo 1533, è rimasta sconosciuta fino al 2008, quando si scoprì che la Bom Jesus era naufragata lungo le coste della Namibia mentre navigava sulla Carreira da Índia. Nessuna delle circa 300 persone a bordo sopravvisse.

## Storia
La Bom Jesus, al comando del capitano don Francisco de Noronha, lasciò Lisbona il 7 marzo 1533, uscendo dall'estuario del fiume Tago diretta in India occidentale, inserita nella flotta di don João Pereira. Tale flotta annuale impiegata sulla Carreira da Índia era composta da sette navi, la Santa Bárbara (Capitana) capitano Lourenço de Paiva), la Santa Clara (capitano Diogo Brandão), la Cirne (capitano don Gonçalo Coutinho), la São Bartolomeu (capitano Nuno Furtado de Mendonça), la São Roque (capitano Simão da Veiga) e la Bom Jesus.
A bordo di quest'ultima nave, di proprietà personale di re Giovanni III, si trovavano imbarcate 300 persone, tra membri dell'equipaggio, schiavi, sacerdoti, mercanti e appartenenti alla nobiltà. A bordo vi erano abbondanti rifornimenti navali, merci di ogni genere destinate alla vendita o allo scambio e 1845 lingotti di rame che recavano il marchio dell'impresa Fugger-Thurzo della città libera dell'Impero (Freie Reichstadt) di Augusta, in Germania.
Durante il viaggio verso l'India la nave, per cause sconosciute, fece naufragio lungo la Skeleton Coast della Namibia, nelle vicinanze dell'attuale Oranjemund. La nave, entrando nella baia, colpì una roccia sommersa e si piegò immediatamente su un fianco, affondando. Mentre si posava sul fondo la cassa di monete d'oro depositata nella cabina del capitano precipitò sul fondo, venendo ricoperta da parte dei detriti. Apparentemente non vi furono superstiti.
Il sito è stato trovato il 1 aprile 2008 durante il corso di operazioni minerarie della compagnia De Beers, mentre si drenava un lago di acqua salata artificiale. Nel corso dei lavori un bulldozer portò alla luce tubi, monete d'oro, pezzi di metallo e legni. Fu immediatamente chiamato l'archeologo namibiano Dieter Noli, che nella prima prospezione trovò un moschetto e delle zanne d'elefante. L'importanza del sito fu immediatamente riconosciuta dall'amministrazione mineraria e dal governo namibiano, e Dieter Noli invitò il collega olandese/sudafricano Bruno Werz ad assistere agli scavi. Una squadra di archeologi portoghesi composta da Francisco Alves e Miguel Aleluia si affiancò loro nello studio dei resti della nave.
Furono ritrovate 2 159 monete d'oro puro provenienti da Spagna, Portogallo, Repubblica di Venezia, Francia e dagli Stati Musulmani. e così gli storici sono stati in grado di datare la nave tra il 1525 e il 1538, mentre il carico corrispondeva a quello imbarcato sulla Bom Jesus come riportato in un raro libro del XVI secolo Memorias Das Armadas, che elenca la nave come perduta. Una lettera del 13 febbraio 1533 rivela che il re Giovanni III, che allora risiedeva a Évora, con il Vedor da Fazenda, il Conde da Castanheira, inviò uno dei suoi cavalieri a Siviglia per raccogliere circa 20 000 cruzados d'oro da un gruppo di investitori che avevano investito denaro nella flotta diretta in India al fine di acquistare delle spezie, pagando anticipatamente. Oltre ai lingotti di rame e alle monete d'oro vennero recuperate 109 monete d'argento, 3,5 tonnellate di lingotti di stagno e peltro, 67 zanne d'elefante, strumenti di navigazione, 8 cannoni di bronzo, 14 palle di cannone, 5 ancore, 3 astrolabi, 3 compassi per la navigazione, moschetti, spade, e parti della nave in legno.
Le analisi geochimiche compiute su 60 lingotti di rame recuperati hanno evidenziato una concentrazione straordinariamente omogenea, con la presenza apprezzabile di piombo, argento e antimonio. Il piombo era stato messo di proposito nel rame al fine di estrarne l'argento per un processo di liquefazione, e proveniva dalle miniere della regione di Cracovia-Slesia.

### Annotazioni
1. ↑  Egli era discendente diretto di due re iberici, Ferdinando I del Portogallo e Enrico II di Castiglia.
2. ↑  Il rame che veniva acquistato a 4,5 cruzado al quintale ad Augusta veniva rivenduto in India a 14 cruzado al quintale. Il costo del trasporto era di 4,5 cruzado e quindi il guadagno netto era di 5 cruzado al quintale.
3. ↑  Gli esperti ritengono che la Bom Jesus sia stata colpita da una tempesta al largo del Capo di Buona Speranza, andando poi alla deriva verso nord fino a fare naufragio.
4. ↑  Alcune delle monete trovate nel relitto contenevano l'immagine del re Dom Joao III che furono coniate solo dal 1525 al 1538. A quel punto le monete furono richiamate e fuse; non sono mai stati riconiate. Chiaramente la nave è salpata ad un certo punto durante un periodo di 13 anni.

### Fonti
1. 1 2 3  Shiplib.
2. ↑  Academia da Marinha.
3. ↑  Mazur-Jefferies 2014, p. 192.
4. 1 2 3 4 5 6  History Collection.
5. ↑  Mazur-Jefferies 2014, p. 191.
6. 1 2 3  Hauptmann, Schneider, Bartels 2016, p. 181.
7. 1 2  Alves 2011, p. 1.
8. 1 2  Alves 2011, p. 8.
9. 1 2 3  Alves 2011, p. 9.
10. ↑  Alves 2011, p. 27.